# Emre Çolak
Emre Çolak (* 20. Mai 1991 in Istanbul) ist ein türkischer Fußballspieler.

## Vereinskarriere
Çolak ist seit der Rückrunde der Saison 2009/10 Spieler von Galatasaray Istanbul. Zuvor spielte der Mittelfeldspieler für die Jugendmannschaft der Rot-Gelben. Sein Debüt in der Profimannschaft gab Emre am 17. Januar 2010 im türkischen Pokal gegen Denizli Belediyespor. Nach seiner Einwechslung schoss er zwei Tore, einmal per Elfmeter und durch einen direkten Freistoß. Er machte bereits nach seinem ersten Spiel auf sich aufmerksam. Sein erstes Spiel in der Turkcell Süper Lig absolvierte er am 24. Januar 2010 und sein erstes Tor in der Süper Lig schoss er am 16. Mai 2010 im Spiel gegen Gençlerbirliği Ankara.
Seine ersten Meisterschaftstitel feierte mit Galatasaray er am Ende der Saison 2011/12. Sein Trainer Fatih Terim setzte ihn in dieser Spielzeit häufig ein. Am 27. Mai 2016 wurde bekannt, dass Çolak ablösefrei zu Deportivo La Coruña wechseln wird. Während seiner Zeit bei Galatasaray wurde der Mittelfeldspieler dreimal türkischer Meister, dreimal türkischer Pokalsieger und dreimal türkischer Supercupsieger.

## Nationalmannschaft
Emre Çolak durchlief alle Jugendnationalmannschaften der Türkei. Sein Debüt für die türkische A-Nationalmannschaft gab er am 12. Oktober 2012 im WM-Qualifikationsspiel gegen Rumänien. Er wurde in der 69. Spielminute für Sercan Sararer eingewechselt.

## Erfolge
Galatasaray Istanbul
- Türkischer Meister: 2012, 2013, 2015
- Türkischer Fußball-Supercup-Sieger: 2012, 2013, 2015
- Türkischer Pokalsieger: 2014, 2015, 2016

Türkische A2-Nationalmannschaft
- International Challenge Trophy: 2011–13